# ملصق الأمل لباراك أوباما
ملصق الأمل لباراك أوباما هو صورة لباراك أوباما صممه الفنان شيبرد فيري، والتي وُصفت على نطاق واسع بأنها أيقونية وجاءت لتمثل حملته الرئاسية لعام 2008. وهي تتألف من صورة مرسام مصغرة لأوباما باللون الأحمر الخالص والبيج والأزرق (الفاتح والداكن)، مع كلمة «تقدم» أو «أمل» أو «تغيير» أدناه (وكلمات أخرى في بعض الإصدارات).
تم إنشاء التصميم في يوم واحد وطبع أولاً كملصق للشارع. ثم تم توزيعها على نطاق واسع - كصورة رقمية وأدوات أخرى - خلال موسم انتخابات 2008، في البداية كانت مستقلة عن حملة أوباما الرسمية، ولكن بموافقة منها. أصبحت الصورة واحدة من أكثر الرموز المعترف بها على نطاق واسع لرسالة أوباما الانتخابية، وأنتجت العديد من الاختلافات والتقليد، بما في ذلك البعض بتكليف من حملة أوباما. أدى ذلك إلى إعلان لورا بارتون من صحيفة الغارديان أن الصورة «اكتسبت نوعًا من التعرف الفوري على ملصق غيريليرو هيروويكو، ومن المؤكد أنها ستزين القمصان وأكواب القهوة وجدران غرف نوم الطلاب في السنوات القادمة».
في يناير 2009، بعد فوز أوباما في الانتخابات، رسم فيري في وسائل الإعلام المختلطة نسخة من الصورة تم الحصول عليها من قبل مؤسسة سميثسونيان (لمعرض الصور الوطني).
لاحقًا في يناير 2009، تم الكشف عن الصورة التي بنى عليها فيري الملصق: تم التقاطها في أبريل 2006 بواسطة المصور المستقل السابق ماني جارسيا في أسوشيتد برس.
رداً على ادعاءات وكالة أسوشيتد برس بالتعويض، رفع فيري دعوى قضائية للحكم التصريحي بأن ملصقه كان استخدامًا عادلاً من الصورة الأصلية. استقر الطرفان خارج المحكمة في يناير 2011، مع بقاء تفاصيل التسوية سرية.

## المفهوم والتصميم

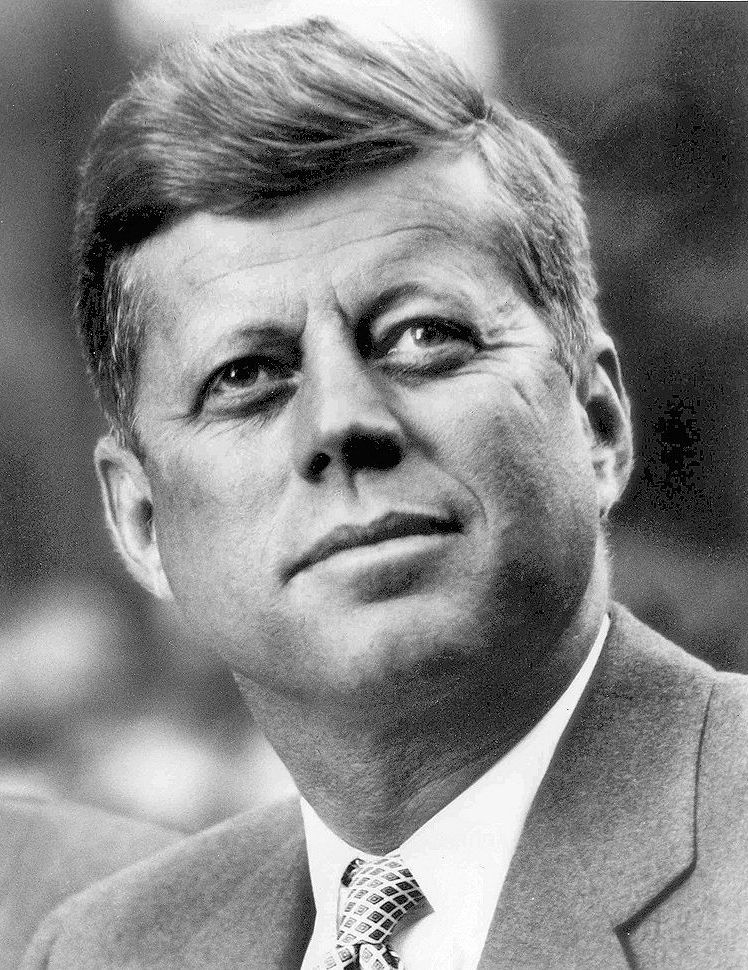
جون كينيدي من البيت الأبيض - 2016

ناقش شيبرد فيري الذي ابتكر ما يسمى بفن «الشارع السياسي» الذي ينتقد الحكومة وجورج دبليو بوش حملة باراك أوباما الوليدة مع الناشط والصحفي يوسي سيرجانت في أواخر أكتوبر 2007.
اقترح سيرجانت أن يخلق فيري بعض الأعمال الفنية لدعم أوباما، اتصل سيرجانت بحملة أوباما للحصول على إذنها لفيري لتصميم ملصق لأوباما، والذي تم منحه قبل أسابيع قليلة من يوم الثلاثاء الكبير. قال فيري إن قراره إنشاء صورة لأوباما نابع من شعور فيري بأن «قوة أوباما وإخلاصه كمتحدث سيخلقان ارتباطا إيجابيًا بشبهه».
عثر فيري على صورة لأوباما باستخدام البحث عن الصور من جوجل (تم الكشف في النهاية على أنها صورة في أبريل 2006 بواسطة الصحفي المستقل ماني جارسيا لوكالة أسوشيتد برس) وصمم الملصق الأصلي في يوم واحد. كانت الصورة الأصلية تحتوي على كلمة «التقدم» وظهر توقيع فيري مضمنًا في شعار شروق الشمس لحملة أوباما. بسبب مخاوف حملة أوباما من الدلالات المزعجة للصياغة الأصلية، قام فيري بتغيير الشعار المطبوع على صورة أوباما من «التقدم» إلى «الأمل».

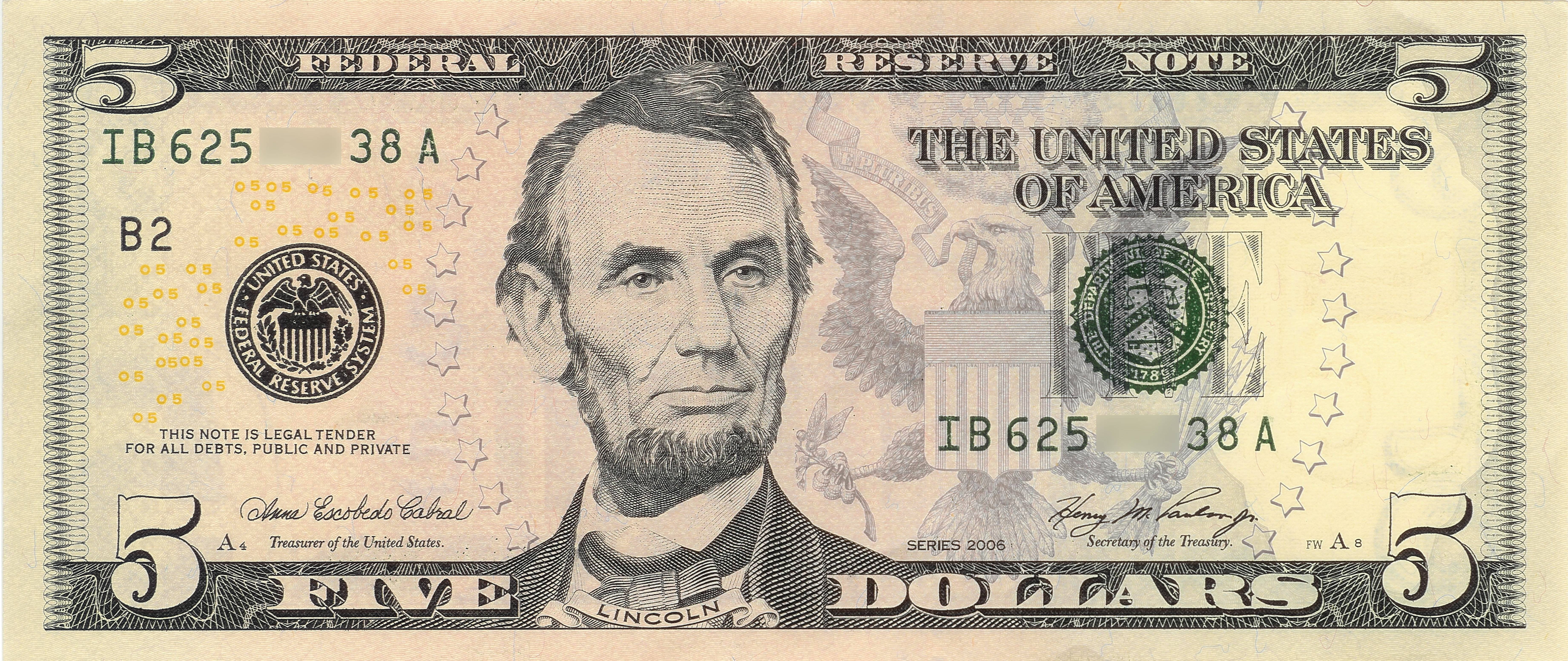
ورقة نقدية بقيمة خمس دولارات

وفقًا لكاتب التصميم ستيفن هيلر، فإن الملصق مستوحى من الواقعية الاجتماعية، وعلى الرغم من الإشادة به على نطاق واسع باعتباره أصليًا وفريدًا، إلا أنه يمكن اعتباره جزءًا من تقليد طويل للفنانين المعاصرين الذين يستمدون الإلهام من المرشحين السياسيين وينتجون «ملصقات لا تكسر القالب لا فقط من حيث اللون والأسلوب ولكن أيضًا من حيث الرسالة والنبرة». قال فيري: «كان مصدر إلهامي التاريخي هو صورة جون كينيدي الشهيرة حيث تم عرضه في مشهد من ثلاثة أرباع ينظر قليلاً إلى الأعلى وإلى الخارج. ولصورة لينكولن على الورقة النقدية ذات الخمسة دولارات إحساس مماثل.»

## التوزيع خلال حملة 2008
بدأ فيري في طباعة الملصقات على الشاشة بعد وقت قصير من الانتهاء من التصميم وعرضها على يوسي سيرجانت. في البداية تم بيع 350 نسخة وطرح 350 آخرين في الأماكن العامة. استخدم فيري عائدات بيع الصورة لإنتاج المزيد. بعد الطبعة الأولى حصل فيري على 4000 نسخة إضافية تم توزيعها في تجمعات أوباما قبل يوم الثلاثاء الكبير. كما أنه وضع نسخة رقمية قابلة للطباعة على موقعه على الإنترنت.
بعد الملصقات الستمائة الأولية، نقلت حملة أوباما عبر سيرجانت أنهم يريدون الترويج لمفهوم الأمل، ومعظم الملصقات التي باعها فايري لاحقًا كانت تحمل كلمة «أمل» ولاحقًا «تغيير» بدلاً من «تقدم». بحلول أكتوبر 2008، ادعى فيري وسيرجانت أنهما طبعوا 300 ألف ملصق (مع بيع أقل من 2000 ملصق والباقي تم تسليمه أو عرضه) و 1,000,000 ملصق، بالإضافة إلى الملابس والعناصر الأخرى مع الصورة المباعة من خلال موقع فيري، بالإضافة إلى النسخ طبعها آخرون. وفقًا لفيري وسيرجانت، تم استخدام عائدات بيع الصورة لإنتاج المزيد من الملصقات والمنتجات الأخرى لدعم حملة أوباما، بدلاً من الربح المباشر لفيري.

## المحاكاة الساخرة والتقليد
مع تقدم الحملة، ظهرت العديد من المحاكاة الساخرة والتقليد لتصميم فيري. على سبيل المثال، استبدلت إحدى النسخ المناهضة لأوباما كلمة «نأمل» مع«الضجيج»، في حين ظهرت ملصقات محاكاة ساخرة تضم المعارضين سارة بالين وجون ماكين مع كلمة «لا». في يناير 2009 أطلقت مجلة باستا موقعًا يتيح للمستخدمين إنشاء نسخهم الخاصة من الملصق. تم تحميل أكثر من 10000 صورة على الموقع في أول أسبوعين.
مجلة (جنون) سخرت من ملصق «الأمل» بملصق «ألفريد إي نيومان للرئيس!». كان ألفريد على الملصق، واستُبدلت كلمة «أمل» بكلمة «ميؤوس منه». المتظاهرون المناهضون للقذافي في شيكاغو، تضامناً مع الحرب الأهلية الليبية عام 2011، اختاروا الصورة. أصدرت (ديناميت انترتينمنت) تقاطعًا من أربعة أجزاء مع أوباما وآش ويليامز من كاريكاتير جيش الظلام وأفلام (الشر مات). إحدى أغلفة الأعداد كانت تحمل صورة آش ويليامز (لعبها بروس كامبل في الأفلام) بأسلوب ملصق «الأمل» في أسفله يقول «أمل؟».
تم تكليف فيري أيضًا بإنشاء عدد من الأعمال بنفس الأسلوب. أنتج نسختين أخريين، استنادًا إلى صور مختلفة، رسميًا باسم حملة أوباما، وأخرى لتكون بمثابة غلاف لعدد شخصية العام من مجلة (الزمن). كما قام بإنشاء صورة شخصية للممثل الكوميدي ستيفن كولبير بنفس الأسلوب، والتي ظهرت في عدد من مجلة (انترتينمنت ويكلي) تكريمًا لبرنامج كولبير التلفزيوني (تقرير كولبير).
وأشار فراس الخطيب، الطالب الذي صمم صورة أوباما المثيرة للجدل «جوكر»، إلى أن فيري كان أكبر تأثير له. ووصف الخطيب صورة «الجوكر» بأنها تصحيح لتصوير فيري المتوهج لأوباما. انتقد فيري وأثنى على ملصق «الجوكر»، مشيرًا إلى أن «العمل الفني رائع لأنه يحصل على نقطة سريعة حقًا»، لكن «لا أتفق مع المحتوى السياسي للملصق».

## قضايا المنشأ وحقوق التأليف والنشر
لم تكن صورة المصدر الأصلية التي اعتمدها فيري على الملصق معروفة للجمهور إلا بعد فوز أوباما في الانتخابات. بعد إسناد خاطئ إلى مصور رويترز (جيم يونغ) لصورة مماثلة في يناير 2007، اكتشف المصور والمدون توم غراليش في يناير 2009 أن الملصق كان مبنيًا على صورة أسوشيتد برس بواسطة المصور المستقل ماني جارسيا. تم التقاطها في حدث إعلامي عام 2006 مع عضو مجلس الشيوخ عن ولاية كنساس سام براون باك، حيث كان الممثل جورج كلوني يرفع الوعي بالحرب في دارفور بعد رحلة إلى السودان قام بها مع والده.
في فبراير 2009، أعلنت وكالة أسوشيتد برس أنها قررت أن «الصورة المستخدمة في الملصق هي صورة (أيه بي) وأن استخدامها يتطلب إذنًا» وأعلنت أنها تجري مناقشات مع محامي فيري لمناقشة حل ودي. مثّل فيري أنتوني فالزون، المدير التنفيذي لمشروع الاستخدام العادل في جامعة ستانفورد. نُقل عن فالزون في البيان الصحفي: «نعتقد أن الاستخدام العادل يحمي حق شيبرد في فعل ما فعله هنا». رفع فيري بعد ذلك دعوى قضائية فيدرالية ضد وكالة أسوشيتيد برس، طالبًا بحكم تفسيري (تصريحي) بأن استخدامه لصورة الأسوشيتد برس كان محميًا بالاستخدام العادل وهكذا لم تنتهك حقوق التأليف والنشر الخاصة بهم.